# Korenita (Bośnia i Hercegowina)
Korenita (cyr. Коренита) – wieś w Bośni i Hercegowinie, w Republice Serbskiej, w gminie Ugljevik. W 2013 roku liczyła 557 mieszkańców.